# Marcin Sapa
Marcin Sapa (Konin, Gran Polònia, 10 de febrer de 1976) és un ciclista polonès, professional des del 2000 al 2013.
Al seu palmarès destaca la victòria al Campionat nacional en ruta de 2008. L'octubre de 2014 fou sancionat per l'UCI amb 18 mesos a comptar a partir del 27 de juliol de 2013 per un positiu per acetazolamida.

## Palmarès
- 1998
  - 1r a la Scandinavian Race Uppsala
- 2001
  - Vencedor de 2 etapes de la Volta al Marroc
- 2003
  - Vencedor d'una etapa del Baltyk-Karkonosze Tour
- 2004
  - Vencedor d'una etapa de la Volta a Polònia
- 2005
  - 1r a la Copa Sels
- 2006
  - Vencedor d'una etapa del Baltyk-Karkonosze Tour
  - Vencedor d'una etapa del Malopolski Wyscig Gorski
- 2007
  - 1r al Gran Premi Hydraulika Mikolasek
  - 1r a la Pomorski Klasyk
  - Vencedor de 2 etapes de la Volta a Croàcia
  - Vencedor d'una etapa del Baltyk-Karkonosze Tour
  - Vencedor d'una etapa de la Volta a Eslovàquia
- 2008
  -  Campió de Polònia en ruta
  - 1r al Mazovia Tour
  - 1r a la Malopolski Wyscig Gorski i vencedor d'una etapa
  - Vencedor de la classificació dels esprints a la Volta a Polònia
  - 1r al Memorial Józef Grundmann
- 2010
  - Vencedor d'una etapa de la Volta a Baviera
- 2011
  - 1r a la Cursa de Solidarność i els Atletes Olímpics i vencedor d'una etapa
- 2013
  - 1r a la Dookoła Mazowsza
  - Vencedor d'una etapa de la Volta a Bulgària

### Resultats al Tour de França
- 2009. 146è de la classificació general